# The Las Vegas Story
The Las Vegas Story — третий студийный альбом американской группы The Gun Club, изданный в 1984 году.

## Об альбоме
The Las Vegas Story в блюзовом духе рассказывает мистически-трагедийную историю Лас-Вегаса. Для его записи в The Gun Club вернулся первый гитарист Кид Конго Пауэрс, три года игравший в The Cramps. The Las Vegas Story — последний альбом коллектива перед вынужденным перерывом в музыкальной деятельности, вызванным злоупотреблением лидером The Gun Club тяжёлого алкоголя и опиатов.

## Список композиций
| №   | Название                   | Длительность |
| --- | -------------------------- | ------------ |
| 1.  | «The Las Vegas Story»      | 0:23         |
| 2.  | «Walkin' with the Beast»   | 4:28         |
| 3.  | «Eternally Is Here»        | 2:58         |
| 4.  | «The Stranger in Our Town» | 5:09         |
| 5.  | «My Dreams»                | 3:57         |
| 6.  | «The Master Plan»          | 1:48         |
| 7.  | «My Man's Gone Now»        | 3:15         |
| 8.  | «Bad America»              | 4:55         |
| 9.  | «Moonlight Motel»          | 3:09         |
| 10. | «Give Up the Sun»          | 6:04         |
| 11. | «Secret Fires»             | 2:37         |

## Участники записи
- Джеффри Ли Пирс — вокал, гитара, фортепиано
- Кид Конго Пауэрс — соло-гитара
- Партисия Моррисон — бас-гитара, бэк-вокал, маракасы
- Терри Грэхэм — ударные, перкуссия, цимбалы